# Neoitamus castellanii
Neoitamus castellanii là một loài ruồi trong họ Asilidae. Neoitamus castellanii được Hradský miêu tả năm 1956. Loài này phân bố ở vùng Cổ Bắc giới.